# Partito Popolare Cristiano Democratico
Il Partito Popolare Cristiano Democratico (in ungherese Kereszténydemokrata Néppárt – KDNP) è un partito politico ungherese di destra fondato nel 1943. Costretto allo scioglimento nel 1949, si è ricostituito nel 1989 dopo la caduta del comunismo.
A partire dal 2006 si presenta in liste comuni con Fidesz di Viktor Orbán; è stato talvolta definito "partito satellite" di quest'ultimo.
Esprime un europarlamentare, György Hölvényi (eletto nel 2014 e nel 2019); precedentemente, in rappresentanza del KDNP era stato eletto László Surján che, espulso dal partito nel 1997 e poi passato a Fidesz, nel 2002 si era riavvicinato al KDNP divenendone vicepresidente.
Leader del partito è Zsolt Semjén, membro del governo Orbán.

## Risultati elettorali
| Elezione          | Voti       | %          | Seggi    | Posizione   |
| ----------------- | ---------- | ---------- | -------- | ----------- |
| Parlamentari 1990 | 317.278    | 6,46       | 21 / 386 | Maggioranza |
| Parlamentari 1994 | 379.322    | 7,03       | 22 / 386 | Opposizione |
| Parlamentari 1998 | 104.892    | 2,31       | 0 / 386  | -           |
| Parlamentari 2002 | 219.029    | 3,90       | 0 / 386  | -           |
| Parlamentari 2006 | Con Fidesz | Con Fidesz | 23 / 386 | Opposizione |
| Parlamentari 2010 | Con Fidesz | Con Fidesz | 36 / 386 | Maggioranza |
| Parlamentari 2014 | Con Fidesz | Con Fidesz | 16 / 199 | Maggioranza |
| Parlamentari 2018 | Con Fidesz | Con Fidesz | 16 / 199 | Maggioranza |
| Parlamentari 2022 | Con Fidesz | Con Fidesz | 18 / 199 | Maggioranza |

| Europee 2004 | N.D.   | N.D. | N.D. |
| Europee 2009 | 1 / 22 |      |      |
| Europee 2014 | 1 / 21 |      |      |
| Europee 2019 | 1 / 21 |      |      |
| Europee 2024 | 1 / 21 |      |      |

## Simboli

Logo del partito negli anni '40

### Annotazioni
1. ↑  Nel Partito di Centro

### Fonti
1. ↑  https://books.google.it/books?id=GXpRQNITwV0C&pg=PA31&redir_esc=y#v=onepage&q&f=false
2. 1 2  http://parties-and-elections.eu/hungary.html
3. 1 2  https://books.google.it/books?id=zD5ZBwAAQBAJ&pg=PA364&redir_esc=y#v=onepage&q&f=false
4. ↑  https://books.google.it/books?id=zeLtCAAAQBAJ&pg=PA253&redir_esc=y#v=onepage&q&f=false
5. ↑  Tibor Navracsics eletto in fidesz passa il 6 Giugno 2023 con il Partito Popolare Cristiano Democratico
6. ↑   Alexander Herholz, Sanctions on Hungary: What For and Why Now?, su fairobserver.com, 12 febbraio 2012.
7. ↑   Dr. Agnes Batory, Election Briefing no. 51: Europe and the Hungarian Parliamentary Elections of April 2010 (PDF), su sussex.ac.uk, 2010.
8. ↑  Extraparlamentare